# Moerastroepiaal
De moerastroepiaal (Agelasticus cyanopus; synoniem: Chrysomus cyanopus) is een zangvogel uit de familie Icteridae (troepialen).

## Verspreiding en leefgebied
Deze soort telt 4 ondersoorten:
- A. c. xenicus: noordoostelijk Brazilië.
- A. c. atroolivaceus: oostelijk Brazilië.
- A. c. beniensis: noordoostelijk Bolivia.
- A. c. cyanopus: van oostelijk Bolivia en het zuidelijke deel van Centraal-Brazilië tot Paraguay, noordelijk Argentinië en Uruguay.